# Frieden von Vordingborg (1435)

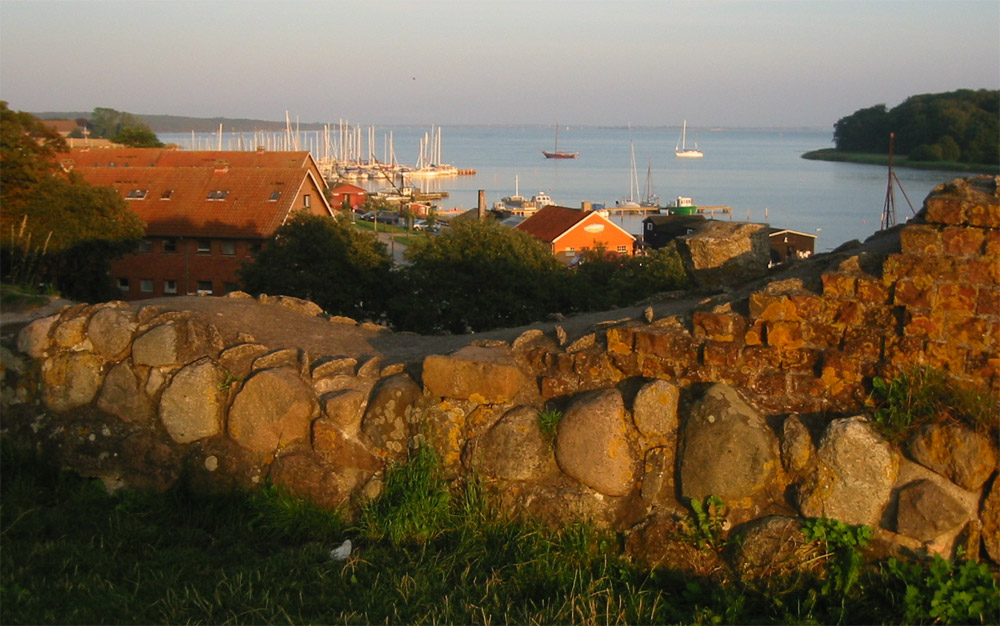
Blick von der Ruine des Schlosses Vordingborg auf den Hafen

Der Frieden von Vordingborg beendete den Krieg zwischen der Kalmarer Union, der Hanse und Holstein. Er wurde am 15./17. Juli 1435 zwischen König Erik VII. von Dänemark auf Burg Vordingborg mit Adolf VIII. von Holstein für Holstein, der sich das Herzogtum Schleswig sicherte, und den Städten des Wendischen und Sächsischen Viertels der Hanse unter Führung Lübecks zur Beendigung der 1425 begonnenen kriegerischen Auseinandersetzung geschlossen. Der Frieden bestätigte die Privilegien der hansischen Städte des Wendischen Viertels, insbesondere im Handel der Bergenfahrer mit Norwegen. Auf Seiten der Hanse verhandelte der Hamburger Bürgermeister Hein Hoyer.
Der Friedensschluss führte schließlich 1438 zur Absetzung König Eriks in allen Reichen der Kalmarer Union.